# بوبليوس كوينكتيليوس فاروس
بوبليوس كوينكتيليوس فاروس (Publius Quinctilius Varus ؛ كريمونا، 46 ق.م - غابة تيوتوبورغ، 9م) جنرال وسياسي روماني .
ينحدر من عشيرة نبيلة ، استفاد سياسياً من قرابته من الإمبراطور أغسطس : فقد سمح له ذلك بتسلق سلم الكورسوس هونوروم (تسلسل المناصب العامة الروماني) ، ورحب به في أسرته مُزوّجاً إيّاه من ابنة ماركوس فبسانيوس أغريبا . عـُيّن قنصلا في سنة 13 ق.م ، شغل مناصب هامة فكان بروقنصل في إفريقيا ، ولاحقاً حاكماً في سوريا.
أرسل عام 7م حاكماً إلى جرمانيا ، ولكنه هنا خـُدع وهـُوجـِم من قِبل قوات يقودها أرمينيوس أمير الشيروسكيين ما بين 9 و11 سبتمبر من عام 9م حين تكبد فاروس هزيمة فادحة بمعركة غابة تيوتوبورغ الشهيرة ، حيث أُبيدت ثلاثة فيالق تماماً وعدة كتائب مساندة من الجيش الروماني. أنهى فاروس حياته منتحراً من هول الهزيمة .